# Občianska demokratická únia
Občianska demokratická únia (česky Občanská demokratická unie, zkratka ODÚ) byla politická strana, která působila na Slovensku během let 1991–1992.
ODÚ vznikla pod původním názvem Občianska demokratická únia - VPN (ODÚ-VPN) v roce 1991 jako jeden z nástupnických subjektů hnutí Verejnosť proti násiliu. (Druhým subjektem bylo HZDS vedené Vladimírem Mečiarem.)
V parlamentních volbách v roce 1992, které vyhrálo právě HZDS, získala ODÚ pouze 4,04 % a do parlamentu se nedostala, i když za ni kandidovalo několik členů tehdejší vlády. Krátce po volbách strana zanikla.